# سكالينج
سكالينج هي بلدية في مدينة تورينو الحضرية، في منطقة بيمنتة الإيطالية، وتبعد حوالي 25 كيلومتر (16 ميل) جنوب غرب تورينو .
تقع سكالينج على حدود البلديات التالية :
نان، بينيرولو، أيراسكا، بيشينا، كاستانول بيمنتة، بورياسكو، وسيرسيناسكو.

## المدن التوأم - المدن الشقيقة
سكالينج قريبة كل القرب و شقيقة لـ :
- فيلا . الأرجنتين
- زلوبين . بيلاروسيا